# Многочлен Гільберта
Функція Гільберта, ряд Гільберта і многочлен Гільберта градуйованої комутативною алгебри і скінченнопородженого градуйованого модуля — три тісно пов'язані поняття, які дозволяють виміряти ріст розмірності однорідних компонент алгебри.
Ці поняття були поширені на фільтровані алгебри і градуйовані або фільтровані модулі над цими алгебрами, а також на когерентні пучки над проективними схемами.
Многочлен Гільберта і ряд Гільберта відіграють важливу роль в обчислювальній алгебричній геометрії, оскільки вони надають найпростіший відомий спосіб обчислення розмірності і степеня алгебричного многовиду, заданого явними поліноміальними рівняннями.

## Означення та основні властивості

### Адитивні функції на скінченнопороджених градуйованих модулях
Нехай {\displaystyle S=\bigoplus _{i\geq 0}S_{i}\ } — градуйоване кільце Нетер. Тоді кільце кільце {\displaystyle S_{0}} є нетеровим, і {\displaystyle S_{0}}-алгебра S є породженою однорідними елементами {\displaystyle x_{1},...,x_{h}} додатних степенів {\displaystyle d_{1},...,d_{h}.} Нехай {\displaystyle M=\bigoplus _{i\geq 0}M_{i}\ } — скінченнопороджений градуйований S-модуль. Він є породженим скінченною кількістю однорідних елементів. Також довільний модуль {\displaystyle M_{n}} є скінченнопородженим {\displaystyle S_{0}}-модулем.
Нехай {\displaystyle \lambda } — деяка адитивна функція зі значеннями у множині {\displaystyle \mathbb {Z} }, визначена на класі всіх скінченнопороджених {\displaystyle S_{0}}-модулів. Адитивність у даному випадку означає, що для довільної короткої точної послідовності:
{\displaystyle 0\;\rightarrow \;A\;\rightarrow \;B\;\rightarrow \;C\;\rightarrow \;0}
виконується рівність {\displaystyle \lambda (A)-\lambda (B)+\lambda (C)=0.}
Рядом Гільберта — Пуанкаре для градуйованого модуля M і адитивної функції {\displaystyle \lambda } називається степеневий ряд:
{\displaystyle HS(t)=\sum _{n=0}^{\infty }\lambda (M_{n})\,t^{n}.}
Сума ряду Гільберта — Пуанкаре є раціональною функцією
{\displaystyle HS(t)={\frac {Q(t)}{\prod _{i=1}^{h}(1-t^{d_{i}})}}\,,}
де Q — многочлен з цілими коефіцієнтами.
Якщо S є породженим елементами степеня 1, то сума ряду Гільберта — Пуанкаре може бути переписана як
{\displaystyle HS_{S}(t)={\frac {P(t)}{(1-t)^{\delta }}}\,,}
де P — многочлен з цілими коефіцієнтами.
У цьому випадку розклад цієї раціональної функції в ряд має вигляд
{\displaystyle HS(t)=P(t)\,\left(1+\delta \,t+\cdots +{\binom {n+\delta -1}{\delta -1}}\,t^{n}+\cdots \right)}
де біноміальний коефіцієнт {\displaystyle {\binom {n+\delta -1}{\delta -1}}} дорівнює {\displaystyle \;{\frac {(n+\delta -1)(n+\delta -2)\cdots (n+1)}{(\delta -1)!}}\;} при {\displaystyle n>-\delta } і нулю в іншому випадку.
Якщо {\displaystyle \textstyle P(t)=\sum _{i=0}^{d}a_{i}t^{i},}
то коефіцієнтом при {\displaystyle t^{n}} в {\displaystyle HS(t)} є
{\displaystyle \lambda (M_{n})=\sum _{i=0}^{d}a_{i}{\binom {n-i+\delta -1}{\delta -1}}\,.}
При {\displaystyle n\geq i-\delta +1,} член з індексом i в цій сумі є многочленом від n степеня {\displaystyle \delta -1} зі старшим коефіцієнтом {\displaystyle \sum _{i=0}^{d}a_{i}/(\delta -1)!.}
Це показує, що існує єдиний многочлен{\displaystyle HP(n)} з раціональними коефіцієнтами, що дорівнює {\displaystyle \lambda (M_{n})} при досить великих n. Цей многочлен називається многочленом Гільберта.

### Скінченнопороджені градуйовані алгебри над кільцями Артіна
Нехай при попередніх умовах кільце {\displaystyle S_{0}} є кільцем Артіна (зокрема, у важливому частковому випадку полем). Оскільки кожен модуль {\displaystyle M_{n}} є скінченнопородженим {\displaystyle S_{0}}-модулем, то {\displaystyle M_{n}} є нетеровим і артіновим модулем. Звідси випливає, що довжина {\displaystyle l(M_{n})} є скінченним цілим числом. У випадку, якщо {\displaystyle S_{0}} є полем то довжина {\displaystyle M_{n}} є рівною розмірності векторного простору над {\displaystyle S_{0}}. Також довжина модуля є адитивною функцією.
Функція :{\displaystyle HF_{M}\;:\;n\mapsto l(M_{n})} називається функцією Гільберта градуйованого модуля {\displaystyle M.} Вона відповідно задає ряд Гільберта — Пуанкаре, який у цьому випадку переважно називають рядом Гільберта і многочлен Гільберта.

### Ряди і многочлени Гільберта — Самюеля
Одним із найважливіших часткових випадків у комутативній алгебрі є випадок фільтрацій для локальних нетерових кілець.
Нехай R — локальне нетерове кільце із максимальним ідеалом {\displaystyle {\mathfrak {m}},} а {\displaystyle {\mathfrak {m}}^{n}\subset I\subset {\mathfrak {m}}} — деякий {\displaystyle {\mathfrak {m}}}-примарний ідеал. Тоді кільце {\displaystyle R/I} буде артіновим. Нехай M — скінченнопороджений R-модуль і {\displaystyle M_{n}=I^{n}M.}
Нехай {\displaystyle G(R)=\bigoplus _{i\geq 0}I^{n}/I^{n+1},\ G(M)=\bigoplus _{i\geq 0}M_{n}/M_{n+1}\ .} Тоді G(R) є градуйованою R/I-алгеброю скінченно породженою {\displaystyle {\bar {x}}_{1},\ldots ,{\bar {x}}_{s}\in I/I^{2},} де елементи {\displaystyle x_{1},\ldots ,x_{s}} породжують ідеал I. G(M) є скінченнопородженим G(R)-модулем.
Відповідно для G(M) всі довжини {\displaystyle l(M_{n}/M_{n+1})} є скінченними і можна ввести відповідну функцію Гільберта, ряд Гільберта і заданий ними многочлен Гільберта.
Із скінченності усіх {\displaystyle l(M_{n}/M_{n+1})} випливають також скінченності довжин {\displaystyle l(M/M_{n+1}).} Визначені при цьому функція і ряд називаються функцією Гільберта — Самюеля і рядом Гільберта — Самюеля. Функція Гільберта — Самюеля теж є поліноміальною і відповідний многочлен називається многочленом Гільберта — Самюеля. Його степінь не залежить від вибору {\displaystyle {\mathfrak {m}}}-примарного ідеалу.

## Градуйовані алгебри і кільця многочленів
Для кільця многочленів {\displaystyle R_{n}=K[x_{1},\ldots ,x_{n}]} від {\displaystyle n}змінних значення функції Гільберта {\displaystyle HF_{R_{n}}(k)}є рівним розмірності простору однорідних многочленів степеня k. Це значення записується через біноміальні коефіцієнти:
{\displaystyle HF_{R_{n}}(k)={{k+n-1} \choose {n-1}}={\frac {(k+1)\cdots (k+n-1)}{(n-1)!}}\,.}
Дана функція є очевидно поліноміальною степеня n - 1 від змінної k і многочлен Гільберта записується теж як {\displaystyle HP_{R_{n}}(k)={{k+n-1} \choose {n-1}}.}
Ряд Гільберта у даному випадку задає раціональну функцію
{\displaystyle HS_{R_{n}}(t)={\frac {1}{(1-t)^{n}}}\,.}
Нехай тепер {\displaystyle F\in R_{n}} — однорідний многочлен степеня m і {\displaystyle A=K[x_{1},\ldots ,x_{n}]/(F).}Тоді функція Гільберта є рівною
{\displaystyle HF_{A}(k)={\begin{cases}{{k+n-1} \choose {n-1}},&k<m\\{{k+n-1} \choose {n-1}}-{{k+n-m-1} \choose {n-1}},&k\geqslant m\end{cases}}.}
Многочлен Гільберта у цьому випадку є рівним:
{\displaystyle HP_{A}={{k+n-1} \choose {n-1}}-{{k+n-m-1} \choose {n-1}}.}
Степінь многочлена у цьому випадку є рівною n - 2, а старший коефіцієнт  — {\displaystyle {\frac {m}{(n-2)!}}.}
Кільця многочленів і їх фактори за однорідними ідеалами є типовими прикладами градуйованих алгебр. Навпаки, якщо S — градуйована алгебра над полем K, породжена n однорідними елементами g1,...,gn степеня 1, то відображення, яке переводить X  i в gi, визначає гомоморфізм градуювальних кілець з {\displaystyle R_{n}=K[X_{1},\ldots ,X_{n}]} на S. Його ядро — однорідний ідеал I, і це визначає ізоморфізм градуйованих алгебр між {\displaystyle R_{n}/I} і S.
Таким чином, градуйовані алгебри, породжені однорідними елементами степеня 1 є ізоморфними факторкільцям кілець многочленів за однорідними ідеалами.

## Властивості ряду Гільберта

### Фактор по елементу, який не є дільником нуля
Нехай A — градуйована алгебра над полем K і f — однорідний елемент A степеня d, який не є дільником нуля. Тоді
{\displaystyle HS_{A/(f)}(t)=(1-t^{d})\,HS_{A}(t)\,.}
Це випливає з адитивності для точної послідовності
{\displaystyle 0\;\rightarrow \;A^{[d]}\;{\xrightarrow {f}}\;A\;\rightarrow \;A/f\rightarrow \;0\,,}
де стрілка з буквою f — множення на f, і {\displaystyle A^{[d]}} — градуйований модуль , отриманий з A зміщенням степенів на d, так що множення на f має степінь 0. зокрема ,{\displaystyle HS_{A^{[d]}}(t)=t^{d}\,HS_{A}(t)\,.}

## Степінь проективного многовида і теорема Безу
Ряд Гільберта дозволяє порахувати степінь алгебричного многовида як значення в 1 чисельника ряду Гільберта. В такий спосіб можна також отримати просте доведення теореми Безу.
Розглянемо проективну алгебричну множину V розмірності більшої нуля, задану як множину нулів однорідного ідеалу {\displaystyle I\subset k[x_{0},x_{1},\ldots ,x_{n}]}, де k — поле, і нехай {\displaystyle R=k[x_{0},\ldots ,x_{n}]/I}. Якщо f — однорідний многочлен степеня {\displaystyle \delta }, який не є дільником нуля в R, точна послідовність
{\displaystyle 0\;\rightarrow \;R^{[\delta ]}\;{\xrightarrow {f}}\;R\;\rightarrow \;R/\langle f\rangle \;\rightarrow \;0,}
показує, що
{\displaystyle HS_{R/\langle f\rangle }(t)=(1-t^{\delta })HS_{R}(t).}
Розглядаючи чисельники, отримуємо доведення наступного узагальнення теореми Безу:
 Якщо  f — однорідний многочлен степеня {\displaystyle \delta }, який не є дільником нуля в R, то степінь перетину V з гіперповерхнею, заданою f, дорівнює добутку степеня V на {\displaystyle \delta } .
Більш геометрично це можна переформулювати так:  якщо проективна гіперповерхня степеня d не містить жодної компоненти алгебричної множини степеня δ, то степінь їх перетину дорівнює dδ .
Звичайна теорема Безу легко виводиться з цього твердження, якщо починати з гіперповерхні і послідовно перетинати її з n-1 іншою гіперповерхнею.